# Anthophora rudolphae
Anthophora rudolphae là một loài Hymenoptera trong họ Apidae. Loài này được Romankova mô tả khoa học năm 2003.